# Glaucina
Glaucina là một chi bướm đêm thuộc họ Geometridae.

## Các loài
- Glaucina ampla Rindge, 1959
- Glaucina anomala Rindge, 1959
- Glaucina baea Rindge, 1959
- Glaucina biartata Rindge, 1959
- Glaucina bifida Rindge, 1959
- Glaucina cilla Rindge, 1959
- Glaucina denticularia (Dyar, 1907)
- Glaucina dispersa Rindge, 1959
- Glaucina elongata (Hulst, 1896)
- Glaucina epiphysaria Dyar, 1908
- Glaucina erroraria Dyar, 1907
- Glaucina escaria (Grote, 1882)
- Glaucina eupetheciaria (Grote, 1883)
- Glaucina eureka Grossbeck, 1912
- Glaucina golgolata (Strecker, 1899)
- Glaucina gonia Rindge, 1959
- Glaucina ignavaria (Pearsall, 1906)
- Glaucina imperdata (Dyar, 1915)
- Glaucina infumataria (Grote, 1877)
- Glaucina interruptaria (Grote, 1882)
- Glaucina lowensis (Cassino & Swett, 1925)
- Glaucina loxa Rindge, 1959
- Glaucina macdunnoughi (Grossbeck, 1912)
- Glaucina manifica Grossbeck, 1912
- Glaucina mayelisaria Blanchard, 1966
- Glaucina nephos Rindge, 1959
- Glaucina nota Rindge, 1912
- Glaucina ochrofuscaria (Grote, 1882)
- Glaucina platia Rindge, 1959
- Glaucina spaldingata (Cassino & Swett, 1923)
- Glaucina utahensis (Cassino & Swett, 1924)